# Emil Gigas
Emil Leopold Gigas, född den 25 augusti 1849, död den 8 september 1931, var en dansk biblioteksman.
Gigas blev filosofie doktor vid Köpenhamns universitet 1883 på avhandlingen Grev Bernardino de Rebolledo. Han blev därefter assistent vid Det Kongelige Bibliotek 1883 och var bibliotekarie där 1907-1915. Bland Gigas skrifter märks Katalog over det Store Kongel. Bibliotheks Haandskrifter vedrørende Norden (3 band, 1903-1915), Litteratur og Historie (3 band, 1898-1902) med flera litteraturhistoriska arbeten.